# Lielvārdes lidlauks
Lielvārdes lidlauks är en flygplats i Lettland.   Den ligger i kommunen Ķeguma novads, i den centrala delen av landet, 50 km öster om huvudstaden Riga. Lielvārdes lidlauks ligger 56 meter över havet.
Terrängen runt Lielvārdes lidlauks är platt. Runt Lielvārdes lidlauks är det ganska glesbefolkat, med 36 invånare per kvadratkilometer. Närmaste större samhälle är Ogre, 14,8 km väster om Lielvārdes lidlauks. Omgivningarna runt Lielvārdes lidlauks är en mosaik av jordbruksmark och naturlig växtlighet.